# Night in the Ruts
Night in the Ruts šesti je studijski album američke hard rock skupine Aerosmith koji izlazi u studenom 1979.g.
Gitarista Joe Perry odlazi iz sastava u vrijeme kada snimanje albuma još nije završeno. Osim toga producent na materijalu nije više Jack Douglas, koji je producirao njihove prethodne albume, već diskografska kuća "Columbia Records" dovodi Garya Lyonsa da odradi produkciju na albumu. Perry se vratio u sastav negdje u polovici turneje, nakon žestoke svađe sa svojom suprugom oko njegovog sudjelovanja u sastavu. On je prije odlaska odsvirao kompletne gitarske dionice u skladbama "No Surprize", "Chiquita", "Cheesecake", "Bone to Bone (Coney Island Whitefish Boy)" i "Three Mile Smile". Gitarske dionice na ostalim skladbam odsvirali su Brad Whitford, Richie Supa, Neil Thompson i Jimmy Crespo (koji kasnije Perryja službeno mijenjaju u periodu od 1979. do 1984.).
Bez obzira na dobre kritike i uspješnost po objavljivanju, album se ubrzo našao na dnu Top ljestvica. Promotivni video uradci "No Surprize" i "Chiquita", pojavljivali su se vrlo rijetko u televizijskim emisijama.

## Popis pjesama
1. "No Surprize" (Steven Tyler, Joe Perry) – 4:25
2. "Chiquita" (Tyler, Perry) – 4:24
3. "Remember (Walking in the Sand)" (Shadow Morton) – 4:05
4. "Cheese Cake" (Tyler, Perry) – 4:15
5. "Three Mile Smile" (Tyler, Perry) – 3:42
6. "Reefer Head Woman" (J. Bennett, Jazz Gillum, Lester Melrose) – 4:02
7. "Bone to Bone (Coney Island White Fish Boy)" (Tyler, Perry) – 2:59
8. "Think About It" (Keith Relf, Jimmy Page, Jim McCarty) – 3:35
9. "Mia" (Tyler) – 4:14

## Osoblje
Aerosmith
- Tom Hamilton - bas-gitara
- Joey Kramer - bubnjevi
- Joe Perry - gitara
- Steven Tyler - vokal, usna harmonika, udaraljke, klavijature
- Brad Whitford - gitara

Dodatni glazbenici
- Louis del Gatto - bariton saksofon
- Lou Marini - bariton saksofon, tenor saksofon
- Barry Rogers - trombon, tenor saksofon
- Neil Thompson - električna gitara
- George Young - rog, alt saksofon
- Richie Supa - gitare u skladbi "Mia"
- Jimmy Crespo - gitarski solo u skladbi "Three Mile Smile"

Ostalo osoblje
- Producent: Aerosmith, Gary Lyons
- Izvršni producent: David Krebs
- Projekcija: Gary Lyons
- Mastering: Vic Anesini, George Marino
- Direkcija: David Krebs, Steve Leber
- Nadzor projekta: Keith Garde
- Umjetnički nadzor: Joel Zimmerman
- Umjetnička direkcija: Kosh
- Dizajn: Kosh, Lisa Sparagano
- Ideja za omot albuma: Styler
- Fotografija: Jimmy Ienner, Jr., Jim Shea

## Top liste
Album - Billboard (Sjeverna Amerika)
| Godina | Top lista  | Pozicija |
| ------ | ---------- | -------- |
| 1980.  | Pop Albums | #14      |

Singlovi - Billboard (Sjeverna Amerika)
| Godina | Singl                            | Top lista   | Pozicija |
| ------ | -------------------------------- | ----------- | -------- |
| 1980.  | "Remember (Walking in the Sand)" | Pop Singles | #67      |

## Vanjske poveznice
- Night in the Ruts
- discogs.com - Aerosmith - Night In The Ruts